# Turismo LGBT
Turismo Gay ou Turismo LGBT é uma forma de turismo dirigida à população gay, lésbica, bissexual e transexual (LGBT), que se tem implementado nos últimos anos em lugares de ampla ou alguma aceitação social da homossexualidade, como a Europa e América do Norte.

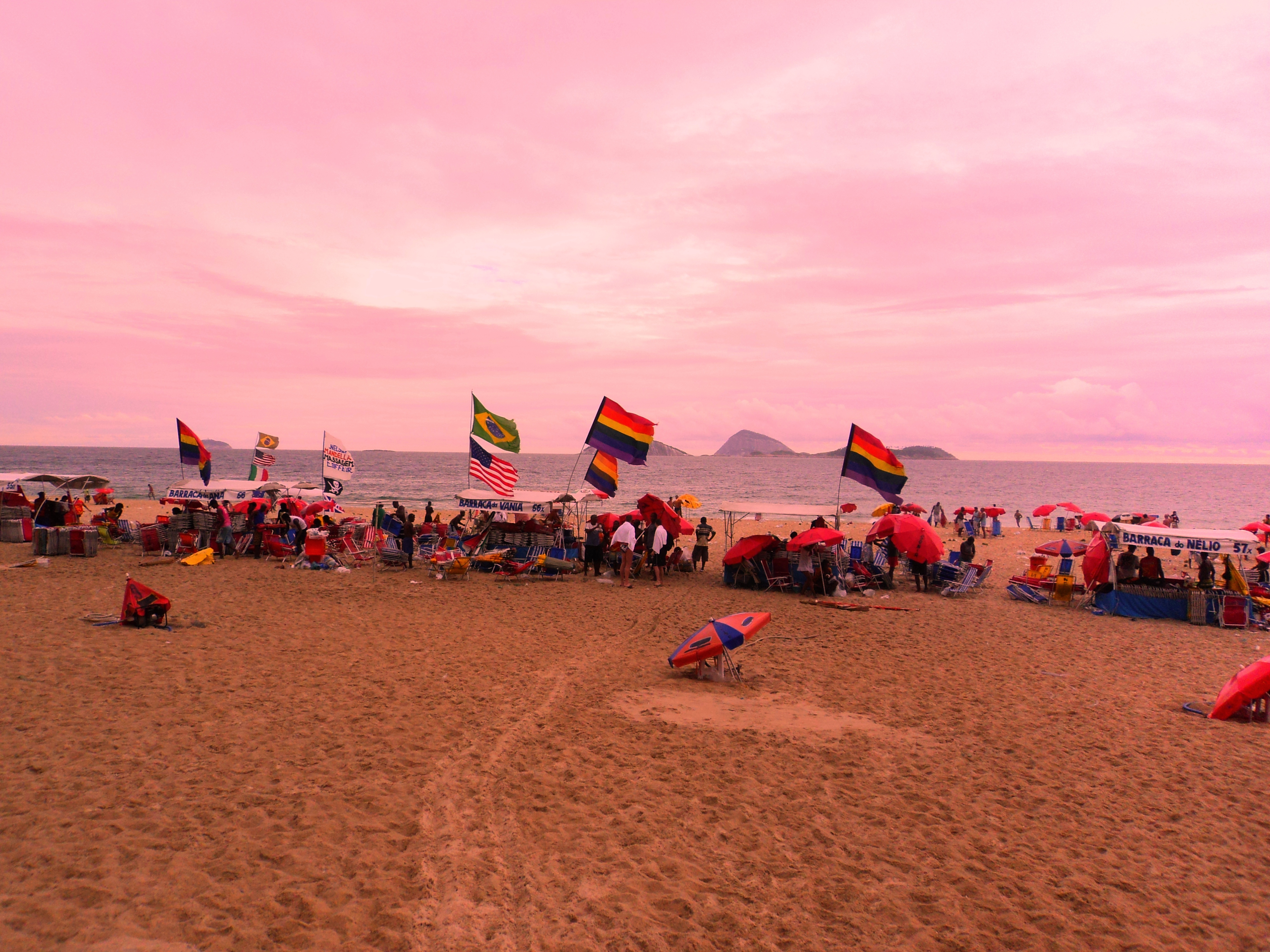
Turismo LGBT em Ipanema

A indústria do turismo LGBT, inclui atualmente agências de viagens, viagens de cruzeiro, hotéis, centros de SPA, clubes noturnos e uma diversidade de campanhas publicitárias dirigidas e este tipo de público específico. É um mercado que está em expansão, representando aproximadamente US$ 68 bilhões, apenas nos Estados Unidos. Além de possuir um público relativamente numeroso, o público LGBT geralmente não possui filhos, o que acarreta em despesas menores e mais renda disponível, por isso recebem muita atenção quanto ao segmento de mercado.  Empresários do ramo afirmam que, além gostarem de gastar com bens de alto luxo e conforto, este público costuma ser fiel aos prestadores de serviço que se apresentam favoráveis à causa gay. Sendo assim, qualquer região pode ser beneficiar com esse segmento turístico, desde que adote as práticas de gestão adequadas, com base em princípios de interculturalidade, visando o público LGBT.  

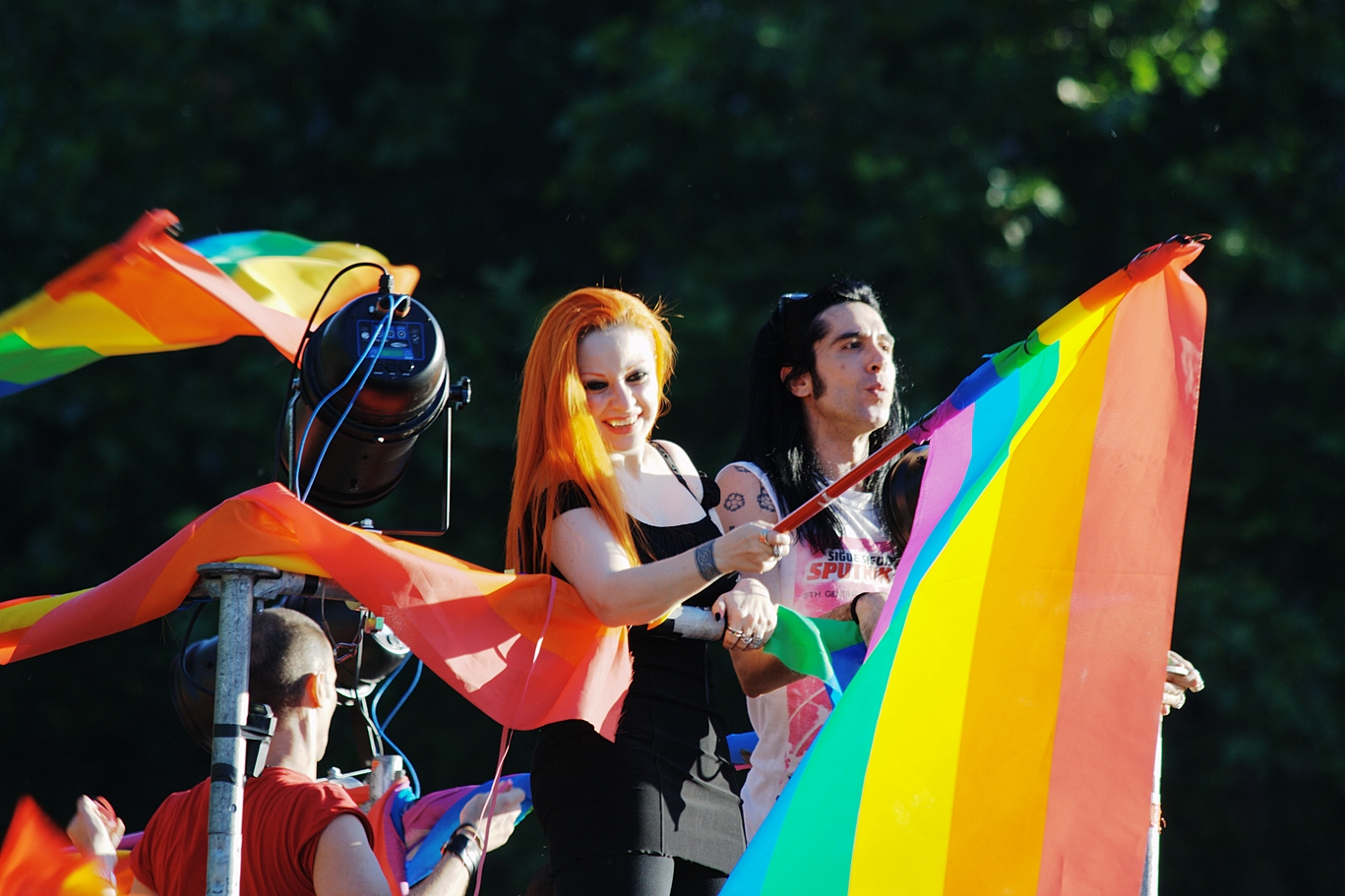
Madrid é uma das cidades que mais atrai o público LGBT

No Brasil ainda não há que dimensionem com precisão e confiabilidade o tamanho deste nicho de mercado. Sabe-se, porém, que os destinos mais procurados por este público, segundo o Estado de São Paulo em pesquisa realizada em Junho de 2000, são Rio de Janeiro, Búzios, Fortaleza, Porto Seguro, Salvador, Recife e Juiz de Fora. Outros destinos também vêm se organizando para atrair o público LGBT, como Florianópolis, Bonito e Manaus. São Paulo, porém, é quem mais fatura entre todos os citados, por realizar a maior parada do orgulho LGBT do mundo.
Muito autores sobre Estudos Culturais chamam atenção para o assunto alertando que aceitar a população LGBT como consumidor não é o mesmo que aceitá-la como cidadã. A segmentação turística LGBT possui duas interpretações distintas. A primeira objetiva, o combate à homofobia, partindo do princípio que produtos e serviços específicos contribuem para maior visibilidade e aceitação. A segunda, incentiva a mesma iniciativa de existência de produtos e serviços específicos à comunidade LGBT, porém com o objetivo de separar o público LGBT dos heterossexuais, enfatizando o preconceito. Para os empresários que pretendem explorar este mercado, faz-se necessário esquecer esta segunda forma aqui expressa, pois não passam de velhos parâmetros que não cabem mais na atualidade. Recomenda-se, portanto, nada menos que ousadia, inovação e conhecimento nesta luta pela quebra de majorys.

## A parada do orgulho LGBT e o turismo em São Paulo

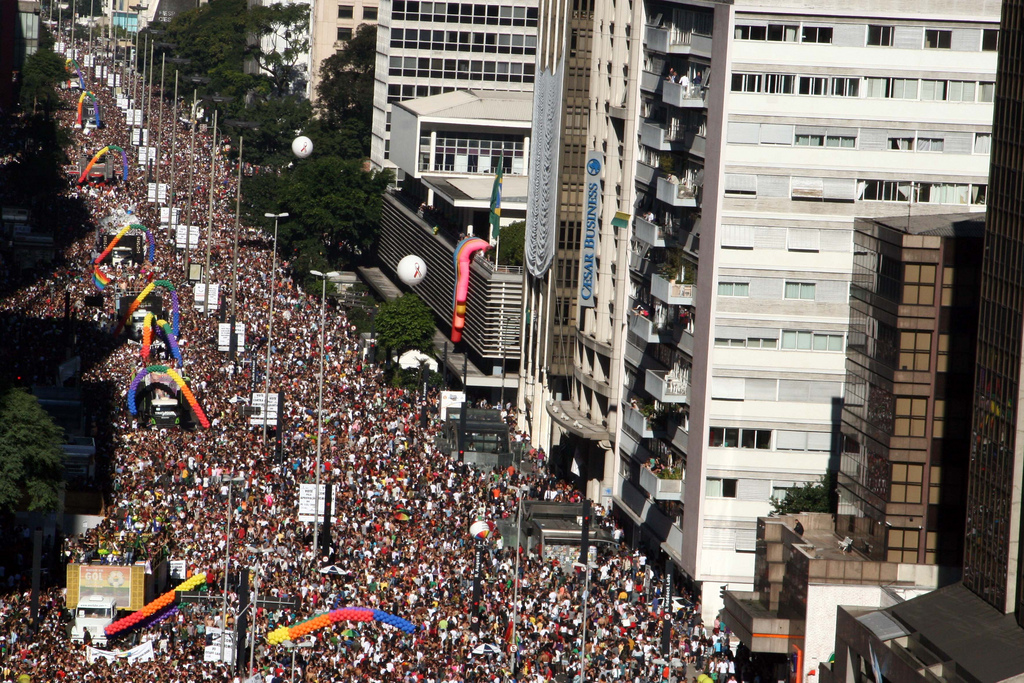
Parada do Orgulho LGBT em São Paulo

Com o crescimento da parada do orgulho LGBT, a cidade de São Paulo se tornou um dos destinos mais importantes do turismo LGBT na América Latina. A ocupação do setor hoteleiro de São Paulo se baseia em feiras e eventos corporativos, por isso é tão importante a realização de eventos como a parada gay. Enquanto a média de ocupação da rede hoteleira da cidade de São Paulo é de 50%, nos dias do vento a média de ocupação chega a 80% nos hotéis próximos ao local. Percebendo este potencial, os empresários da área têm investido cada vez mais, tanto em marketing quanto em atrações direcionadas ao público LGBT, sendo assim a contratação de mão de obra no período cresce cerca de 30%. 

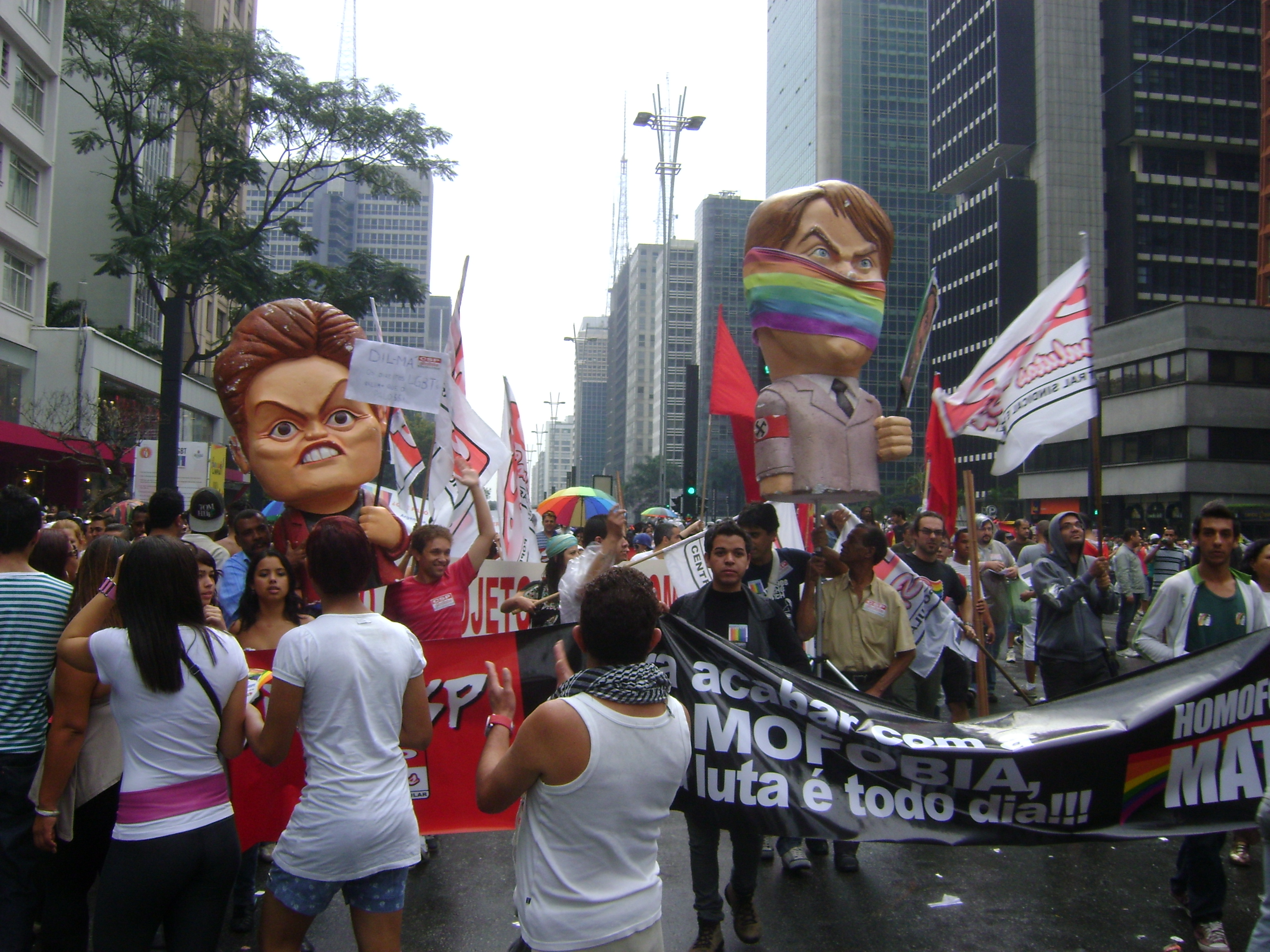
Parada do Orgulho LGBT. São Paulo, 2011.

A parada do orgulho gay é o maior megaevento da cidade de São Paulo, mas não é o mais lucrativo por ser realizado apenas em um único dia, movimentando a cidade apenas por um final de semana. Eventos como a Fórmula 1 e o Carnaval, apesar de atraírem um número menor de pessoas, tendem a manter os turistas na cidade por mais tempo. Apesar do investimento por parte dos empresários, há certa carência de articulação entre iniciativa privada e poder público. Segundo o site Visite São Paulo, as principais reclamações durante o evento são relativas à dificuldade de mobilidade urbana e limitações da infraestrutura.
Além dos ganhos financeiros devido à contribuição para o turismo, o evento apresenta-se estratégico para o desenvolvimento social. A edição de 2011 intitulada "Jogue a homofobia e seu lixo no lixo", além de visar o combate à discriminação sofrida pelo público LGBT como em todas as edições, teve como objetivo a conscientização da população sobre a preservação do espaço público.

## IGLTA
A IGLTA é a Associação Internacional de Viagens Gays e Lésbicas. Funciona como uma rede mundial de empresas de turismo acolhedoras da comunidade LGBTQIA+. Dispõem de informações gratuitas voltadas a interesses da comunidade sobre destinos, acomodações, agências de viagem e questões relacionadas a prática do turismo. Os membros associados são mais de 4.000 vindos de mais de 80 diferentes países. Apesar de ser um selo que é renovado anualmente – assim como também o treinamento para boas práticas com a comunidade – é interessante citar que no Brasil são 84 membros associados a IGLTA, mas nem todos apresentam registros de ações sociopolíticas voltadas a comunidade. A plataforma é interessante para os membros, visto que, na aba de “planeje sua viagem” é possível localizar informações sobre os membros, como por exemplo, desde quando são associados e quais são seus valores enquanto empresa gay-friendly. A plataforma é então uma ótima fonte de captação de clientes – lembrando que geralmente é um público que gasta mais, o que é interessante para as empresas – e uma ótima forma de propaganda positiva da empresa, trazendo uma visão mais humanizada para a marca. 

## Destinos turísticos

### EuropaeIsrael
- Copenhaga, Dinamarca.
- Nisa, França.
- Paris, França.
- Berlim, Alemanha.
- Colônia, Alemanha.
- Amesterdão, Países Baixos.
- Oslo, Noruega.
- Londres, Reino Unido.
- Manchester, Reino Unido.
- Brighton, Reino Unido.
- Estocolmo, Suécia.
- Helsínquia, Finlândia.
- Praga, República Checa.
- Míconos, Grécia.
- Viena, Áustria.
- Tel Aviv, Israel.
- Istambul, Turquia.
- Bodrum, Turquia.

#### Península Ibérica
- Gran Canaria, Espanha.
- Madrid, Espanha.
- Sitges, Espanha.
- Ibiza, Espanha.
- Torremolinos, Espanha.
- Barcelona, Espanha.
- Valência, Espanha.
- Sevilha, Espanha.
- Benidorm, Espanha.
- Costa de Caparica, Portugal.
- Algarve, Portugal.

### AméricaeAustrália
- Toronto, Canadá.
- Montreal, Canadá.
- Cidade do México, México
- Puerto Vallarta, México.
- Guadalajara, México.
- Buenos Aires, Argentina.
- Montevideo, Uruguai.
- Rio de Janeiro, Brasil.
- São Paulo, Brasil.
- Curaçao, ex-Antilhas Neerlandesas.
- Sydney, Austrália.

#### Estados Unidos
- Nova Iorque.
- San Francisco, Califórnia.
- Los Angeles, Califórnia.
- Seattle, Washington.
- Chicago, Illinois.